# Álvaro Díaz Huici
José Álvaro Díaz Huici (Gijón, 1958) es un editor y escritor asturiano.

## Trayectoria
En su juventud, estudió en el Colegio de la Inmaculada (promoción de 1975), de la Compañía de Jesús y es licenciado en Filosofía y Letras. Vinculado siempre al mundo de la edición, ha ocupado cargos directivos en varias editoriales: entre 1981 y 1985 participa en la creación y desarrollo de Ediciones Noega, centrada en publicaciones de carácter literario. Entre 1985 y 1990 dirige GH Editores, y entre 1987 y 1989 hace lo propio en Urrieles Ediciones de Arte, especializada en obra gráfica y bibliofilia. Desde la fundación en 1991 de Ediciones Trea, ocupa su dirección, así como de Nigra Trea desde 1999. Como escritor, ha publicado Los Caracteres del Agua (1980) e Introducción al Norte (2002).
Entre 1999 y 2003 fue concejal del Ayuntamiento de Gijón por el PSOE durante el primer gobierno Paz Fernández.